# Holsljunga socken
Holsljunga socken i Västergötland ingick i Kinds härad, ingår sedan 1971 i Svenljunga kommun och motsvarar från 2016 Holsljunga distrikt.
Socknens areal är 77,00 kvadratkilometer varav 69,08 land. År 2000 fanns här 560 invånare.  Tätorten Holsljunga med sockenkyrkan Holsljunga kyrka ligger i socknen. 

## Administrativ historik
Socknen har medeltida ursprung. 
Vid kommunreformen 1862 övergick socknens ansvar för de kyrkliga frågorna till Holsljunga församling och för de borgerliga frågorna bildades Holsljunga landskommun. Landskommunen uppgick 1952 i Högvads landskommun som upplöstes 1971 då denna del uppgick i Svenljunga kommun. Församlingen uppgick 2014 i Mjöbäck-Holsljunga församling.
1 januari 2016 inrättades distriktet Holsljunga, med samma omfattning som församlingen hade 1999/2000.  
Socknen har tillhört län, fögderier, tingslag och domsagor enligt vad som beskrivs i artikeln Kinds härad. De indelta soldaterna tillhörde Älvsborgs regemente, Södra Kinds kompani.

## Geografi
Holsljunga socken ligger söder om Borås kring Holsjön och dess utlopp Torestorpsån. Socknen har odlingsbygd vid sjön och är i övrigt en mossrik skogsbygd.
1928 hade Holsljunga socken 825 invånare på en yta av 77 km². Samma år hade socknen 473 hektar åker och 5943 hektar skogsmark och hagmark.

### Geografisk avgränsning
Holsljunga socken avgränsas i norr av Redslareds socken. Gränsen mellan Holsljunga och Redslared korsar bland annat Hyltenäsa mosse samt Hjärtanäsa mosse i nordväst och fortsätter österut och passerar norr om torpet Ekåsen, korsar Svartemossen och når "tresockenmötet" Holsljunga-Redslared-Revesjö. Härifrån gränsar socknen i nordost mot Revesjö socken. Gränsen mellan Holsljunga och Revesjö är cirka 7 kilometer lång och korsar bland annat sjön Karken (149 meter över havet), belägen strax nordost om Holsljunga tätort. I denna nordöstra del av socknen ligger bland annat byarna Tommared och Danskabo.
I öster gränsar Holsljunga socken mot Örsås socken, på en sträcka av cirka 1,5 kilometer. I sydost gränsar socknen mot Östra Frölunda socken. Gränsen mot Östra Frölunda är cirka 8 kilometer lång och korsar Stora Hissjön (189 meter över havet) på mitten för att strax väster om Stora Djupasjön (172 meter över havet) nå "tresockenmötet" Holsljunga-Östra Frölunda-Mjöbäck.
I söder avgränsas socknen på en sträcka av cirka 6 kilometer av Mjöbäcks socken. Gränsen korsar länsväg 154 cirka 2 kilometer nordost om Överlida. Strax väster om vägen korsas sjön Lilla Hallången (139 meter över havet). Cirka 1 kilometer nordväst om byn Tocknarås i Mjöbäck ligger "tresockenmötet" Holsljunga-Mjöbäck-Öxabäck. Härifrån gränsar Holsljunga socken mot Öxabäcks socken i Marks kommun på en sträcka av cirka 9 kilometer. Den kombinerade församlings- och kommungränsen korsar bland annat Bjällesjön, Dragsjön samt Bjännsjön och följer i nordväst den lilla Höljebäcken innan den når "tresockenmötet" Holsljunga-Öxabäck-Redslared, beläget vid Götabäcken.

## Fornlämningar
Fem boplatser och lösfynd från stenåldern är funna. Från bronsåldern finns gravrösen och stensättningar. Från järnåldern finns gravar.

## Namnet
Namnet skrevs 1366 Hulsaliungga och kommer från en gård vid kyrkan och sjön Holsjön där och tolkningen ljungheden vid Holsjön. Namnet Holsjön inenhåller hål, 'djupt liggande'.
Namnet skrevs före 11 november 1908 Holtsljunga socken.